# Tennis de table aux Jeux du Commonwealth de 2002
Navigation
Édition suivante
Les compétitions de tennis de table des Jeux du Commonwealth 2002 se sont déroulées du 25 juillet au 4 août 2002 à Manchester en Grande-Bretagne.
Il y a huit épreuves, simples et doubles chez les hommes et les femmes, un double mixte et les compétitions par équipes hommes et femmes. Un simple pour athlète en fauteuil femmes est également disputé.

## Résultats
| Event                   | Or                                                                            | Argent                                                                                   | Bronze                                                                               |
| ----------------------- | ----------------------------------------------------------------------------- | ---------------------------------------------------------------------------------------- | ------------------------------------------------------------------------------------ |
| Simple messieurs        | Segun Toriola                                                                 | Wenguan Johnny Huang                                                                     | Duan Yong Jun                                                                        |
| Simple messieurs        | Segun Toriola                                                                 | Wenguan Johnny Huang                                                                     | Chetan Baboor                                                                        |
| Simple dames            | Li Chunli                                                                     | Li Jiawei                                                                                | Jing Jun Hong                                                                        |
| Simple dames            | Li Chunli                                                                     | Li Jiawei                                                                                | Tan Paey Fern Sharon                                                                 |
| Double messieurs        | Angleterre Andrew Baggaley Gareth Herbert                                     | Pays de Galles Adam Robertson Ryan Jenkins                                               | Singapour Duan Yong Jun Zhang Tai Yong                                               |
| Double messieurs        | Angleterre Andrew Baggaley Gareth Herbert                                     | Pays de Galles Adam Robertson Ryan Jenkins                                               | Inde Subramaniam Raman Chetan Baboor                                                 |
| Double dames            | Singapour Jing Jun Hong Li Jiawei                                             | Nouvelle-Zélande Li Karen Li Chunli                                                      | Singapour Tan Paey Fern Sharon Zhang Xue Ling                                        |
| Double dames            | Singapour Jing Jun Hong Li Jiawei                                             | Nouvelle-Zélande Li Karen Li Chunli                                                      | Lay Jian Fang Miao Miao                                                              |
| Double mixte            | Singapour Duan Yong Jun Li Jiawei                                             | Australie Brett Clarke Lay Jian Fang                                                     | Singapour Zhang Tai Yong Jing Jun Hong                                               |
| Double mixte            | Singapour Duan Yong Jun Li Jiawei                                             | Australie Brett Clarke Lay Jian Fang                                                     | Nouvelle-Zélande Peter Jackson Li Chunli                                             |
| Équipe hommes           | Angleterre Alex Perry Andrew Baggaley Gareth Herbert Matthew Syed Terry Young | Nigeria Ayemojuba Sau Kazeem Nosiru (en) Monday Merotohun (en) Suraju Saka Segun Toriola | Singapour Cai Xiao Li Duan Yong Jun Leng Chih Cheng Sen Yew Fai Zhang Tai Yong       |
| Équipe hommes           | Angleterre Alex Perry Andrew Baggaley Gareth Herbert Matthew Syed Terry Young | Nigeria Ayemojuba Sau Kazeem Nosiru (en) Monday Merotohun (en) Suraju Saka Segun Toriola | Inde Chetan Baboor Chakraborty Sourav Roy Soumyadeep Saha Subhajit Subramanian Raman |
| Équipe dames            | Singapour Jing Junhong Li Jiawei Tan Paey Fern Sharon Zhang Xueling           | Australie Cho Yuen-Wern Lay Jian Fang Miao Miao Peri Campbell-Innes Tammy Gough          | Nouvelle-Zélande Li Karen Li Chunli Tracey McLauchlan Laura-Lee Smith                |
| Équipe dames            | Singapour Jing Junhong Li Jiawei Tan Paey Fern Sharon Zhang Xueling           | Australie Cho Yuen-Wern Lay Jian Fang Miao Miao Peri Campbell-Innes Tammy Gough          | Canada Petra Cada Geng Lijuan Marie-Christine Roussy Chris Xu                        |
| Simples femmes fauteuil | Susan Gilroy                                                                  | Alette Moll                                                                              | Cathy Mitton                                                                         |
| Simples femmes fauteuil | Susan Gilroy                                                                  | Alette Moll                                                                              | Joy Boyd                                                                             |

## Tableau des médailles
Tableau des médailles des épreuves de tennis de table :
| Rang  | Nation           | Or | Argent | Bronze | Total |
| ----- | ---------------- | -- | ------ | ------ | ----- |
| 1     | Singapour        | 3  | 1      | 7      | 11    |
| 2     | Angleterre       | 3  | 0      | 1      | 4     |
| 3     | Nouvelle-Zélande | 1  | 1      | 2      | 4     |
| 4     | Nigeria          | 1  | 1      | 0      | 2     |
| 5     | Australie        | 0  | 2      | 2      | 4     |
| 6     | Canada           | 0  | 1      | 1      | 2     |
| 7     | Afrique du Sud   | 0  | 1      | 0      | 1     |
| 7     | Pays de Galles   | 0  | 1      | 0      | 1     |
| 9     | Inde             | 0  | 0      | 3      | 3     |
| Total | Total            | 8  | 8      | 16     | 32    |